# Бартоло да Сассоферрато
Бартоло да Сассоферрато (італ. Bartolo da Sassoferrato) — італійський правознавець. Глава школи тлумачів римського права («бартолісти» або постглосатори, консиліатори). Автор «Коментаря до кодифікації Юстиніана» (Corpus iuris civilis), а також трактату «Про знаки та герби». Його ім'я було загальною назвою для позначення вченого законника.